# Mahmud-e Raqi
Mahmud-e Raqi o Mahmud-i-Raqi és una ciutat de l'Afganistan, a l'est del país, capital de la província de Kapisa i del districte de Mahmud Raqi. Està situada a 1.450 metres d'altura i té una població aproximada de 7.407 habitants (2006).